# Gonzalo Piovi
Gonzalo Rubén Piovi (Morón, 8 settembre 1994) è un calciatore argentino, difensore del Cruz Azul.

## Carriera
Cresciuto nelle giovanili del Vélez Sarsfield, ha esordito il 3 novembre 2013 in occasione del match pareggiato 1-1 contro il Quilmes.

## Statistiche

### Presenze e reti nei club
Statistiche aggiornate al 5 marzo 2018.
| Stagione                  | Squadra                   | Campionato                | Campionato | Campionato | Coppe nazionali | Coppe nazionali | Coppe nazionali | Coppe continentali | Coppe continentali | Coppe continentali | Altre coppe | Altre coppe | Altre coppe | Totale | Totale | Totale |
| Stagione                  | Squadra                   | Comp                      | Pres       | Reti       | Comp            | Pres            | Reti            | Comp               | Pres               | Reti               | Comp        | Pres        | Reti        | Pres   | Reti   |        |
| ------------------------- | ------------------------- | ------------------------- | ---------- | ---------- | --------------- | --------------- | --------------- | ------------------ | ------------------ | ------------------ | ----------- | ----------- | ----------- | ------ | ------ | ------ |
| 2013-2014                 | Vélez Sarsfield           | PD                        | 2          | 0          | CA              | 0               | 0               | CL                 | 1                  | 0                  |             | -           | -           | 3      | 0      |        |
| 2014                      | Vélez Sarsfield           | PD                        | 0          | 0          |                 | -               | -               |                    | -                  | -                  |             | -           | -           | 0      | 0      |        |
| 2015                      | Argentinos Juniors        | PD                        | 0          | 0          | CA              | 0               | 0               |                    | -                  | -                  |             | -           | -           | 0      | 0      |        |
| 2016                      | Argentinos Juniors        | PD                        | 11         | 0          | CA              | 1               | 0               |                    | -                  | -                  |             | -           | -           | 12     | 0      |        |
| 2016-2017                 | Argentinos Juniors        | PD                        | 11         | 0          | CA              | 0               | 0               |                    | -                  | -                  |             | -           | -           | 11     | 0      |        |
| 2017-2018                 | Argentinos Juniors        | PD                        | 13         | 0          | CA              | 0               | 0               |                    | -                  | -                  |             | -           | -           | 13     | 0      |        |
| Totale Argentinos Juniors | Totale Argentinos Juniors | Totale Argentinos Juniors | 35         | 0          |                 | 1               | 0               |                    | -                  | -                  |             | -           | -           | 36     | 0      |        |
| 2017-2018                 | Racing Club               | PD                        | 1          | 0          | CA              | 0               | 0               | CL                 | 0                  | 0                  |             | -           | -           | 1      | 0      |        |
| Totale carriera           | Totale carriera           | Totale carriera           | 38         | 0          |                 | 1               | 0               |                    | 1                  | 0                  |             | -           | -           | 40     | 0      |        |

## Palmarès

### Competizioni nazionali
- Supercopa Internacional: 1

Racing Club: 2022

### Competizioni internazionali
- CONCACAF Champions' Cup: 1

Cruz Azul: 2025